# Reena Sky
Reena Sky (* 16. Oktober 1983 in San Francisco, Kalifornien) ist eine US-amerikanische Pornodarstellerin und Schauspielerin.

## Karriere
Sie begann ihre Karriere in der Porno-Industrie 2006 im Alter von 23 Jahren. Im Laufe ihrer Karriere arbeitete sie für verschiedene große Produktions-Studios wie beispielsweise Digital Playground, Evil Angel, Hustler Video und Vivid. Sie ist bekannt für ihre Darstellungen einer MILF oder einer Cougar in Filmen des gleichnamigen Genres sowie in Lesben-Filmen.
Zusätzlich zu ihren Auftritten in pornographischen Filmen ist Sky auch in einer Folge der erotischen Fernsehserie Co-Ed Confidential sowie in den Erotikfilmen Pleasure Spa und Carnal Awakening zu sehen.

## Auszeichnungen und Nominierungen
- 2017: AVN Award – Winner Best Girl/Girl Sex Scene (in Missing: a Lesbian Crime Story)[2]
- 2018: AVN Award – Nominee: Best All-Girl Group Sex Scene, Christmas Spirit (2016)
- 2020: AVN Award – Nominee: Fan Award: Most Epic Ass

## Filmografie (Auswahl)
- 2006: Chica Boom 39
- 2006: Thick-Azz-A Brick 2
- 2007: Casey Parker Lost in Puerto Rico
- 2008: Sexual Freak 10: Katsuni
- 2009: Suck It Dry 6
- 2010: This Ain't Cops XXX
- 2010: My Sister's Hot Friend 20
- 2010: MILF Hunter 15
- 2010: The Engagement Party
- 2011: MILF Soup 21
- 2013: Latin Adultery 21
- 2015: Open Relationship
- 2016: Going Bonkers
- 2016: Love On The Line
- 2016: Unfaithful Wives 7
- 2016: Missing: A Lesbian Crime Story
- 2016: A Wife For A Wife
- 2016: Mandingo Cougar Rampage
- 2016: Pure MILF 13
- 2016: MILF Pact
- 2016: Christmas Spirit
- 2016: The Nosy Neighbor
- 2017: Busty Cops On Patrol 3
- 2017: Women Seeking Women 138
- 2017: Beautifully Stacked 3
- 2017: Yoga Freaks 2
- 2018: Freaky Milfs 2
- 2018: Marital Revenge
- 2019: Lex Loves MILFs
- 2019: Next Door MILF
- 2019: My Wife's Hot Friend 47

### TV-Filme
- 2008: College Sex Project
- 2013: Pleasure Spa
- 2013: Carnal Awakening